# Nečerkare
Nečerkare Siptah, tudi Neitikerti Siptah, je bil egipčanski faraon, sedmi in zadnji vladar iz Šeste egipčanske dinastije. Nekateri egiptologi ga imajo za prvega faraona Sedme ali Osme dinastije. Nekateri egiptologi ga kot zadnjega  vladarja  iz Šeste dinastije štejejo tudi za zadnjega vladarja Starega egipčanskega kraljestva.  Vladal je malo časa v zgodnjem 22. stoletju pr. n. št., ko je bila oblast faraonov že močno načeta v korist lokalnih guvernerjev – nomarhov. Nečerkare je bil zelo verjetno ista oseba kot faraonka Nitokris, ki jo omenjata Maneton in Herodot.

## Dokazi
Priimek  (prenomen) Nečerkare je zapisan v 40. vnosu Abidoškega seznama kraljev, sestavljenega med vladanjem Setija I. (1290–1279 pr. n. št.).  Nečerkare je vladal neposredno za Merenrejem Nemčenkafom II. Priimek Nečerkare je dokazan tudi na bakrenem orodju neznanega porekla, ki je zdaj v Britanskem muzeju. Ime (nomen) Neitikerti Siptah je zapisano v 7. vrstici 5. kolone Torinskega seznama kraljev oziroma 7. vrstici 4. kolone Gardinerjeve rekonstrukcije Torinskega seznama.

## Istovetnost z Nitokris
Grški zgodovinar Herodot v svojih Zgodbah opisuje legendo, da se je egipčanska kraljica Nitokris maščevala morilcem svojega brata in moža tako, da jih je povabila na banket in preusmerila tok Nila, da so se vsi utopili. Isto zgodbo je zapisal tudi egipčanski zgodovinar Maneton iz 3. stoletja pr. n. št.  v svoji Egiptiaki (Zgodovina Egipta). Maneton piše, da je bila Nitokris »pogumnejša od vseh mož svojega časa, najlepša od vseh žensk, lepe polti in rdečih lic«. Maneton ji pripisuje tudi gradnjo Menkaurejeve piramide: »Ona je, tako pravijo, postavila piramido s pogledom na goro«. Čeprav Herodot ne omenja imena umorjenega vladarja, je, po Manetonu, Nitokris vladala neposredno za Merenrejem II., zato se pogosto istoveti z njim. Ker je na Abidoškem seznamu kraljev neposredni naslednik Merenreja II. faraon Nečerkare, je nemški egiptolog Ludwig Stern leta 1883 domneval, da sta Nečerkare in Nitokris ista oseba.
Danski egiptolog Kim Ryholt je v nedavni študiji potrdil Sternovo hipotezo. Tyholt trdi, da je ime Nitokris rezultat združitve in popačitve imena Nečerkare. Na Torinskem seznamu kraljev je faraon z imenom Neitiqerti Siptah, katerega položaj je negotov. Ryholt je z mikroskopsko analizo vlaken papirusa ugotovil, da je spadal na konec Šeste dinastije, neposredno za Merenreja II. Ker je ja Abidoškem seznamu kraljev na tem mestu Nečerkare in ker je Siptah moška in ne ženska oblika imena, je zaključil, da ime Nitokris izhaja verjetno iz priimka Neitikerti.